# Renato Calapso
Renato Calapso (* 11. Juni 1901 in Palermo; † 17. November 1976 in Messina) war ein italienischer Mathematiker.
Calapso war der Sohn des Mathematikers Pasquale Calapso und erhielt 1922 seine Laurea in Mathematik an der Universität Messina am Lehrstuhl seines Vaters. Danach war er Assistent für Analysis in Messina und habilitierte sich (bei Mauro Picone, Salvatore Pincherle, Giuseppe Peano). 1935 gewann er den Wettbewerb auf den Lehrstuhl für Geometrie in Messina, auf dem er bis zu seiner Pensionierung 1976 blieb. Ab 1936 war er über zwei Jahrzehnte Dekan für Mathematik und Naturwissenschaften in Messina.
Er befasste sich wie sein Vater mit Differentialgeometrie und später mit nichteuklidischer Geometrie.
Er war Präsident der kulturellen Vereinigung Città di Siracusa, die er gründete, um eine Archimedes-Feier zu organisieren.